# Чемпионат СССР по вольной борьбе 1962
18-й Чемпионат СССР по вольной борьбе проходил в Риге (наилегчайший, полулёгкий, полусредний и полутяжёлый веса) с 23 по 26 февраля 1962 года, в Орджоникидзе (легчайший, лёгкий, средний и тяжёлый веса) с 2 по 5 марта 1962 года. В соревнованиях участвовало 112 борцов.

## Медалисты
| Весовая категория | Золото                                                                    | Серебро                                       | Бронза                                      |
| ----------------- | ------------------------------------------------------------------------- | --------------------------------------------- | ------------------------------------------- |
| Наилегчайший вес  | Амангелды Габсаттаров «Буревестник» (Алма-Ата)                            | Рамазан Самедов «Нефтчи» (Баку)               | Владимир Литвин «Динамо» (Львов)            |
| Легчайший вес     | Елкан Тедеев «Динамо» (Орджоникидзе)                                      | Али Алиев «Урожай» (Махачкала)                | Заур Мчедлишвили Вооружённые Силы (Тбилиси) |
| Полулёгкий вес    | Владимир Рубашвили «Буревестник» (Тбилиси)                                | Нодар Хохашвили «Колмеурне» (Тбилиси)         | Дзанте Мирзоев «Труд» (Орджоникидзе)        |
| Лёгкий вес        | Зарбег Бериашвили «Буревестник» (Тбилиси)                                 | Алимбег Бестаев Вооружённые Силы (Москва)     | Юрий Гусов Вооружённые Силы (Орджоникидзе)  |
| Полусредний вес   | Михаил Бекмурзов «Спартак» (Нальчик)                                      | Николай Аксенов «Буревестник» (Минск)         | Владимир Летун «Буревестник» (Минск)        |
| Средний вес       | Анатолий Албул Вооружённые Силы (Ленинград)                               | Борис Гуревич «Динамо» (Киев)                 | Шота Ломидзе «Динамо» (Тбилиси)             |
| Полутяжёлый вес   | Медальвее Т. или Т.Маделвее или Тийт Медалвее «Трудовые Резервы» (Таллин) | Абильсеит Айханов «Кайрат» (Алма-Ата)         | Нугзар Гогибедашвили «Спартак» (Тбилиси)    |
| Тяжёлый вес       | Александр Медведь «Буревестник» (Минск)                                   | Александр Иваницкий Вооружённые Силы (Москва) | Хитаришвили Г. «Динамо» (Сухуми)            |